# 14-та артилерійська бригада (РФ)
14-та гвардійська артилерійська бригада «Кальміус» (14 АБр «Кальміус», в/ч 08802) — незаконне збройне формування, входить до складу 1-го армійського корпусу Російської Федерації. Формально підпорядковане організації ДНР. Створене у 2014 році як батальйон «Кальміус». Місце дислокації — місто Сніжне (Донецька область). У лютому 2015 року включене до розширеного санкційного списку Європейського Союзу і Канади разом із низкою інших проросійських терористичних угруповань, що діють на українському Донбасі. Пізніше включене до власних санкційних списків урядами Норвегії й Швейцарії.

## Історія
26 червня 2014 року батальйон «Кальміус» брав участь у штурмі в/ч 3004, підрозділу конвойних військ, в Донецьку. Бій тривав декілька годин, проте втрат жодна сторона не мала. У результаті бою особовий склад військової частини здався до полону. Бій розцінюється як постановочний за попередньою домовленістю обох сторін.
4 лютого 2015 року артилерійського удару від бригади «Кальміус» зазнала поліклініка у Донецьку, в районі Текстильщик. Загинуло від 4 до 10 людей.
У вересні 2016 у Донецьку було ліквідовано командира бригади Олександра Немогая (позивний «Алекс»).
В кінці 2022 року ОАБр «Кальміус» офіційно увійшла до складу ЗС РФ, отримавши назву 14-та артилерійська бригада.

## Склад
За даними Давида Баташвілі:
- керівництво
- 1-й гаубичний самохідно-артилерійський дивізіон
- 2-й гаубичний самохідно-артилерійський дивізіон
- гаубична самохідно-артилерійська батарея
- гаубичний артилерійський дивізіон
- реактивний артилерійський дивізіон
- протитанковий артилерійський дивізіон
- рота охорони
- рота зв'язку
- медична рота
- рота матеріально-технічного забезпечення

## Озброєння
За даними Давида Баташвілі:
- 24 од. 122-мм САУ 2С1 «Гвоздика»
- 3 од. 152-мм САУ 2С3 «Акація»
- 2 од. 152-мм САУ 2С19 «Мста-С»
- 1 од. 152-мм САУ 2С5 «Гіацинт-С»
- 12 од. 152-мм гаубиць 2А65 «Мста-Б»
- 6 од. 120-мм РСЗВ БМ-21 «Град»
- 3 од. 220-мм РСЗВ БМ-27 «Ураган»
- ПТРК 9К113 «Конкурс»
- 7 од. БМП-1\2
- 6 од. ЗУ-23-2

За даними Дмитра Путяти:
- два дивізіони 122-мм САУ 2С1 «Гвоздика»
- дивізіон 122-мм гаубиць Д-30
- дивізіон 120-мм РСЗВ БМ-21 «Град»
- дивізіон 152-мм гаубиць 2А65 «Мста-Б»
- неповний дивізіон 152-мм гаубиць 2А36 «Гіацинт-Б»
- 6 од. 220-мм РСЗВ БМ-27 «Ураган»

## Командування
- (червень 2014) Березін Федір[7]
- Кузьмін Костянтин
- (??? — вересень 2016) Немогай Олександр Сергійович (позивний «Алекс»)[8]

## Втрати
З відкритих джерел відомо про деякі втрати ОАБр «Кальміус»: 